# Stella Jones

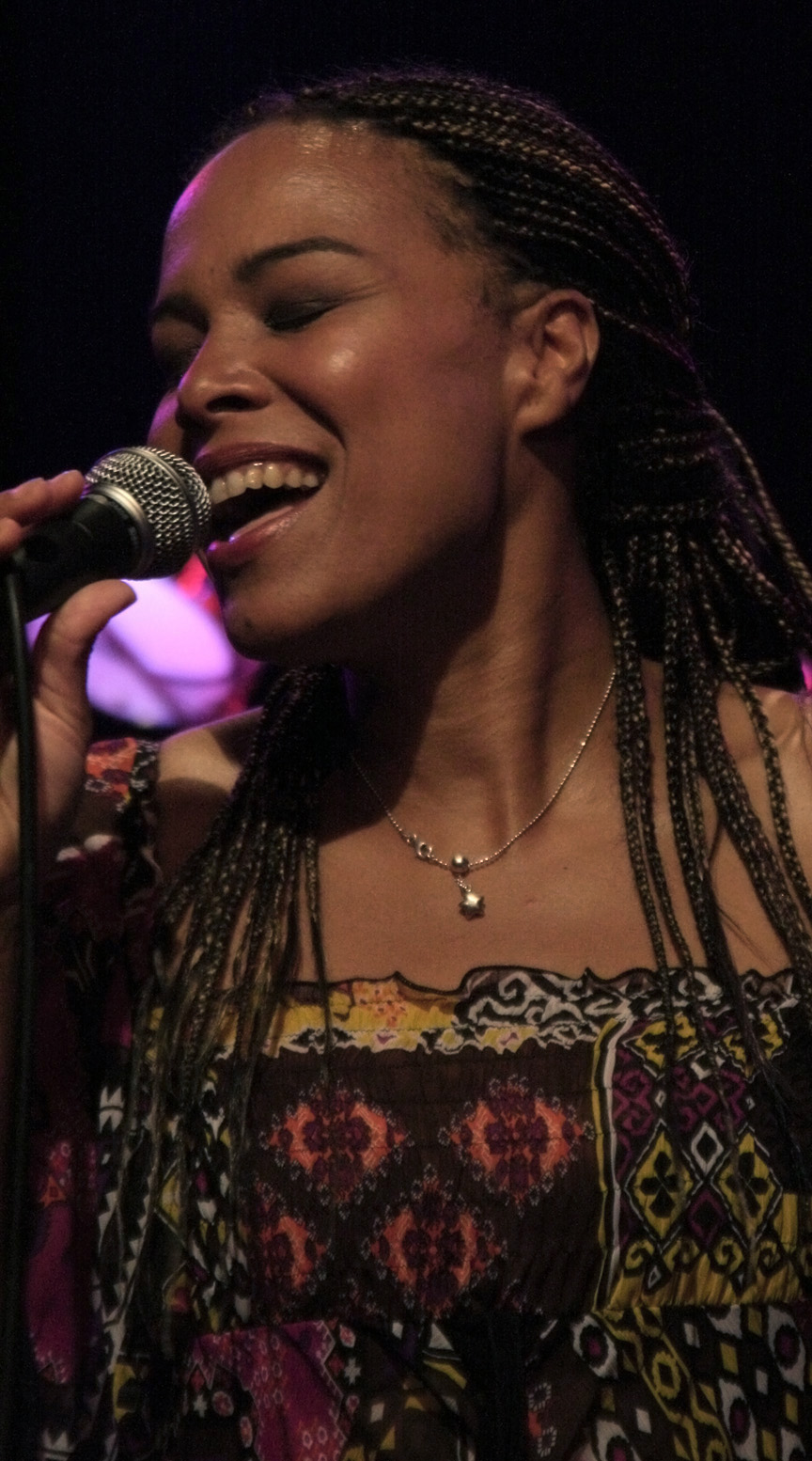
Stella Jones

Stella Jones (nascida Stellisa Zacher, Berlim Ocidental, Alemanha, 1971) é uma cantora, compositora, pianista e arranjadora e origem alemã. Jones foi a representante da Áustria no Festival Eurovisão da Canção 1995, com a canção "Die Welt dreht sich verkehrt".

## Discografia
- Thunder (1995)
- The Pursuit of Silence (2008)
- M.A.Y.A. – Mystic Ancient Yearning Astronaut (2012)